# Michèle Martinez
Pour les articles homonymes, voir Martinez.
Michèle Martinez, née le 6 juin 1968 à Perpignan (Pyrénées-Orientales), est une femme politique française.
Membre du Rassemblement national, elle est élue députée dans la 4e circonscription des Pyrénées-Orientales lors des élections législatives de 2022.  Elle est réélue en 2024.
Elle est également conseillère municipale de Perpignan depuis 2020.

## Biographie
Lors des élections législatives de 2022, elle est candidate pour le Rassemblement national et est élue députée de la quatrième circonscription des Pyrénées-Orientales le 19 juin 2022 avec 56,28 % des voix face à son concurrent Sébastien Cazenove (député sortant), candidat de La République en marche,.
Elle siège au sein du groupe Rassemblement national. Elle est également membre de la commission Défense.